# Peso da Régua
Peso da Régua – miejscowość w Portugalii, leżąca w dystrykcie Vila Real, w regionie Północ w podregionie Douro. Miejscowość jest siedzibą gminy o tej samej nazwie.

## Demografia
| Liczba ludności gminy Peso da Régua (1849–2011) | Liczba ludności gminy Peso da Régua (1849–2011) | Liczba ludności gminy Peso da Régua (1849–2011) | Liczba ludności gminy Peso da Régua (1849–2011) | Liczba ludności gminy Peso da Régua (1849–2011) | Liczba ludności gminy Peso da Régua (1849–2011) | Liczba ludności gminy Peso da Régua (1849–2011) | Liczba ludności gminy Peso da Régua (1849–2011) | Liczba ludności gminy Peso da Régua (1849–2011) |
| ----------------------------------------------- | ----------------------------------------------- | ----------------------------------------------- | ----------------------------------------------- | ----------------------------------------------- | ----------------------------------------------- | ----------------------------------------------- | ----------------------------------------------- | ----------------------------------------------- |
| 1849                                            | 1900                                            | 1930                                            | 1960                                            | 1981                                            | 1991                                            | 2001                                            | 2004                                            | 2011                                            |
| 9 202                                           | 18 401                                          | 20 612                                          | 22 634                                          | 22 472                                          | 21 567                                          | 18 832                                          | 17 987                                          | 17 131                                          |

## Sołectwa
Sołectwa gminy Peso da Régua (ludność wg stanu na 2011 r.)
- Canelas - 664 osoby
- Covelinhas - 222 osoby
- Fontelas - 781 osób
- Galafura - 664 osoby
- Godim - 4667 osób
- Loureiro - 1154 osoby
- Moura Morta - 525 osób
- Peso da Régua - 5292 osoby
- Poiares - 802 osoby
- Sedielos - 911 osób
- Vilarinho dos Freires - 950 osób
- Vinhós - 499 osób